# Akshata Murty
Pour les articles homonymes, voir Murty.
Akshata Narayan Murty (née le 25 avril 1980 à Hubli) est une femme d'affaires et créatrice de mode indienne. Elle est l'épouse de Rishi Sunak, chef du Parti conservateur et ancien Premier ministre du Royaume-Uni depuis le 25 octobre 2022. Elle est la première épouse de Premier ministre britannique à ne pas détenir la nationalité britannique, l'Inde interdisant la double nationalité.

## Biographie

### Jeunesse et formation
Akshata Murty est la fille de Narayana Murthy (en), fondateur de l'entreprise informatique indienne Infosys, et cinquième fortune de l'Inde, et de l'ingénieure, écrivaine et philanthrope Sudha Murty. Elle est élevée par ses grands-parents paternels compte tenu de la quantité de travail très importante de ses parents pour lancer leur entreprise,. À l'âge de deux ans, la jeune fille déménage à Bombay. Akshata Murty a un frère, Rohan Murty (en), qui est ingénieur et entrepreneur informatique.
Akshata Murty a fréquenté le Baldwin Girls' High School, à Bangalore, et a étudié ensuite l'économie et le français au Claremont McKenna College en Californie. Elle est titulaire d'un diplôme en fabrication de vêtements du Fashion Institute of Design & Merchandising, et d'un Master of Business Administration (MBA) de l'université Stanford.

### Carrière et investissements
En 2007, Akshata Murty rejoint la société néerlandaise de cleantech Tendris en tant que directrice marketing, où elle travaille pendant deux ans, avant de partir pour créer sa propre entreprise de mode,,. Son entreprise ferme en 2012 mais en 2013, celle-ci devient directrice du fonds de capital-risque indien Catamaran Ventures qu'elle a co-fondé avec son mari Rishi Sunak. Depuis 2015, la femme d'affaires indienne détient une part de 0,93 % de la société technologique de son père Infosys, évaluée à 700 millions de livres sterling, ainsi que des parts dans les entreprises de la chaîne de restauration Wendy's en Inde, Koro Kids et Digme Fitness. Elle est directrice de Digme Fitness et de l'entreprise de transformation numérique Soroco, cofondées avec son frère Rohan Murty.
Elle est citoyenne indienne et résidente britannique non-domiciliée (en),, ce qui lui donne temporairement le droit de ne payer aucun impôt sur ses revenus en dehors de la Grande-Bretagne, sous réserve d'un paiement annuel de 30 000 £. Sa fortune personnelle est devenue le sujet de discussion des médias britanniques en 2022 du fait qu'elle était plus importante que celle de la reine Élisabeth II, alors qu'elle ne payait pas d'impôt au Royaume-Uni sur ses revenus provenant des dividendes d'Infosys, à savoir 11,5 millions de livres sterling pour l'année d'imposition 2021/2022,.

### Vie privée

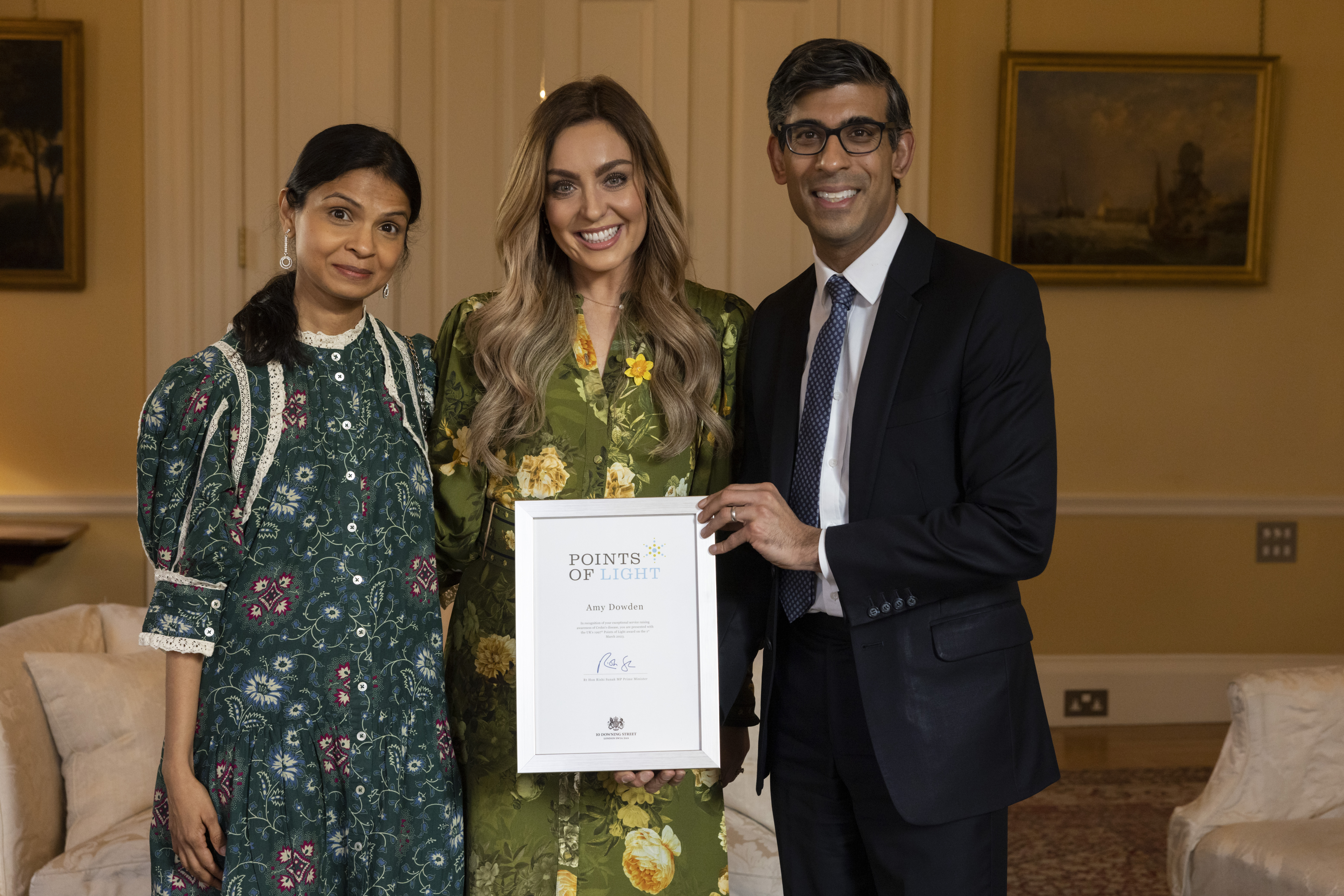
Akshata Murty et son mari encadrant la danseuse Amy Dowden, lors d'une remise de prix, en 2023.

En août 2009, la femme d'affaires indienne épouse Rishi Sunak, qu'elle a rencontré à Stanford,. Ils sont les parents de deux filles, Anoushka et Krishna,. Elle possède un appartement sur Old Brompton Road et un manoir classé Grade II à Kirby Sigston dans le Yorkshire. Akshata Murty a vécu avec son mari au 11 Downing Street à Londres lorsqu'il était chancelier de l'Échiquier.